# Maria Karastamati
Maria Karastamati (griechisch Μαρία Καρασταμάτη, * 10. Dezember 1984 in Piräus) ist eine ehemalige griechische Leichtathletin, die sich auf den Sprint spezialisiert hat. Ihren größten Erfolg feierte sie mit dem Gewinn der Bronzemedaille über 60 Meter bei den Halleneuropameisterschaften 2005 in Madrid.

## Sportliche Laufbahn
Erste internationale Erfahrungen sammelte Maria Karastamati vermutlich im Jahr 2004, als sie bei den Balkanspielen in Istanbul in 11,48 s die Silbermedaille im 100-Meter-Lauf hinter Vukosava Đapić aus Serbien und Montenegro gewann. Anschließend nahm sie mit der griechischen 4-mal-100-Meter-Staffel an den Olympischen Sommerspielen in Paris teil und schied dort mit 44,45 s im Vorlauf aus. Im Jahr darauf siegte sie in 7,24 s im 60-Meter-Lauf bei den Balkan-Hallenmeisterschaften in Peania. Anschließend gewann sie bei den Halleneuropameisterschaften in Madrid in 7,25 s die Bronzemedaille hinter der Belgierin Kim Gevaert und ihrer Landsfrau Georgia Kokloni. Im Juli siegte sie in 11,03 s bei den U23-Europameisterschaften in Erfurt und stellte damit einen neuen Meisterschaftsrekord auf, ehe sie anschließend bei den Weltmeisterschaften in Helsinki mit 11,20 s im Halbfinale ausschied. 2009 belegte sie bei den Mittelmeerspielen in Pescara in 24,21 s den siebten Platz im 200-Meter-Lauf. 2011 beendete sie dann ihre aktive sportliche Karriere im Alter von 26 Jahren.
In den Jahren 2005 und 2007 wurde Karastamati griechische Meisterin im 100-Meter-Lauf.

## Persönliche Bestleistungen
- 100 Meter: 11,03 s (+1,5 m/s), 16. Juli 2005 in Erfurt
  - 60 Meter (Halle): 7,19 s, 4. März 2005 in Madrid
- 200 Meter: 23,73 s (+0,4 m/s), 30. Juni 2009 in Pescara